# APB : Alerte d'urgence
Pour les articles homonymes, voir APB.
APB : Alerte d'urgence (A.P.B.) est une série télévisée américaine en douze épisodes de 42 minutes créée par David Slack (en) et Len Wiseman, et diffusée entre le 6 février 2017 et le 24 avril 2017 sur le réseau Fox.
En Belgique, la série a été diffusée du 14 août 2017 au 18 septembre 2017 sur RTL-TVI, en France, elle a été diffusée du 21 septembre 2017 au 19 octobre 2017 sur la chaîne à péage Série Club et en clair du 2 décembre 2017 au 16 décembre 2017 sur M6 et au Québec dès le 17 janvier 2018 sur V. 

## Synopsis
Un milliardaire nommé Gideon Reeves est le PDG de REEVES Industries (entreprise de haute technologie). À la suite d'un vol à main armée dans le 13e district de Chicago tuant son ami qui est aussi un proche collaborateur, il devient obsédé par la justice et force le conseil municipal à lui céder la direction du 13e district - qui est chargé de l'enquête sur le meurtre de son ami et qui a pris de plein fouet les coupes budgétaires dans la police - qu'il équipe des nouvelles techniques de pointe conçues par lui-même et son entreprise dans le but de lutter plus efficacement contre le crime. Il sera soutenu dans ce projet par le Capitaine Ned Conrad et la détective Teresa Murphy.

## Distribution

### Acteurs principaux
- Justin Kirk (VF : Pierre Tessier) : Gideon Reeves
- Natalie Martinez (VF : Marie Tirmont) : inspecteur Teresa Murphy
- Taylor Handley (VF : Jérôme Pauwels) : officier Nicholas Brandt
- Ernie Hudson (VF : Thierry Desroses) : capitaine Ned Conrad
- Caitlin Stasey (VF : Alexia Papineschi) : Ada Hamilton
- Tamberla Perry (VF : Claire Morin) : officier Tasha Goss
- Nestor Serrano (VF : Pierre Dourlens) : maire Michael Salgado

### Acteurs récurrents
- Daniel MacPherson (en) (VF : Sébastien Ossart) : Scott Murphy
- William Smillie (VF : Cyrille Monge) : Geoff Cobb
- Bryant Romo (VF : Ludovic Baugin) : officier Jimmy Reyes
- Marlene Forte (VF : Brigitte Virtudes) : Mita
- Nathaniel Buescher (VF : Marie Nonnenmacher) : Mateo Murphy
- Abraham Benrubi (VF : Frédéric Souterelle) : Pete McCann
- Demetria Benrubi (VF : Géraldine Kannamma) : sergent Bernadette « Bernie » Charles
- Kim Raver (VF : Juliette Degenne) : Lauren Fitch
- Eric Winter : sergent Tom Murphy (pilote)
- Ty Olwin (VF : Yannick Jaspart) : Danny Reghabi (DV8)
- Kevin Chapman : Capitaine Raymond Hauser (pilote)

- Version française
  - Société de doublage : Nice Fellow[7]
  - Direction artistique : Marie-Christine Chevalier

 Source et légende : version française (VF) sur RS Doublage

## Production

### Développement
Le 25 janvier 2016, Fox commande un épisode pilote de APB, un projet porté par David Slack (en) et Len Wiseman.
Le 10 mai 2016, le réseau Fox annonce officiellement après le visionnage du pilote, la commande du projet de série, pour une diffusion lors de la saison 2016 / 2017.
Le 16 mai 2016, lors des Upfronts 2016, Fox annonce la diffusion de la série pour le 6 février 2017.
Le 11 mai 2017, la série n'est pas renouvelée.

### Casting
L'annonce du casting a débuté en février 2016, avec les arrivés de Natalie Martinez, Caitlin Stasey, Taylor Handley, Tamberla Perry, Justin Kirk, Eric Winter et Ernie Hudson au sein de la distribution principale.

### Tournage
La série est tournée à Chicago dans l'état de l'Illinois aux États-Unis.

### Commentaires
Les voitures de patrouille de police sont des Cadillac CTS-V

## Épisodes
1. Reset (Hard Reset)
2. Pris de vitesse (Personal Matters)
3. Entre deux chaises (Hate of Comrades)
4. Sous surveillance (Signal Loss)
5. Bras de fer (Above & Beyond)
6. Mon père, cet escroc (Daddy's Home)
7. Le Goût du risque (Risky Business)
8. Tout feu, tout flamme (Fueling Fires)
9. Gideon vous salue (Last Train to Europa)
10. Partenaire particulier (Strange Bedfellows)
11. Bas les masques (Pandora's Box)
12. Sauve-moi (Ricochet)